# Auguste Dussourd
Auguste Dussourd, né le 10 février 1996 à Nogent-sur-Marne, est un joueur professionnel de squash représentant la France. Il atteint en juin 2023 la 22e mondiale sur le circuit international, son meilleur classement.

## Biographie
Il se qualifie pour les championnats du monde 2017 mais il est battu au premier tour par Alan Clyne. Il participe également aux championnats du monde 2019-2020 mais s'incline d'entrée face à l'ancien champion du monde Karim Abdel Gawad.

## Palmarès

### Finales
- Championnats d'Europe : 2023
- Championnat d'Europe par équipes : 3 finales (2023, 2024, 2025)